# Reformierte Kirche Uster

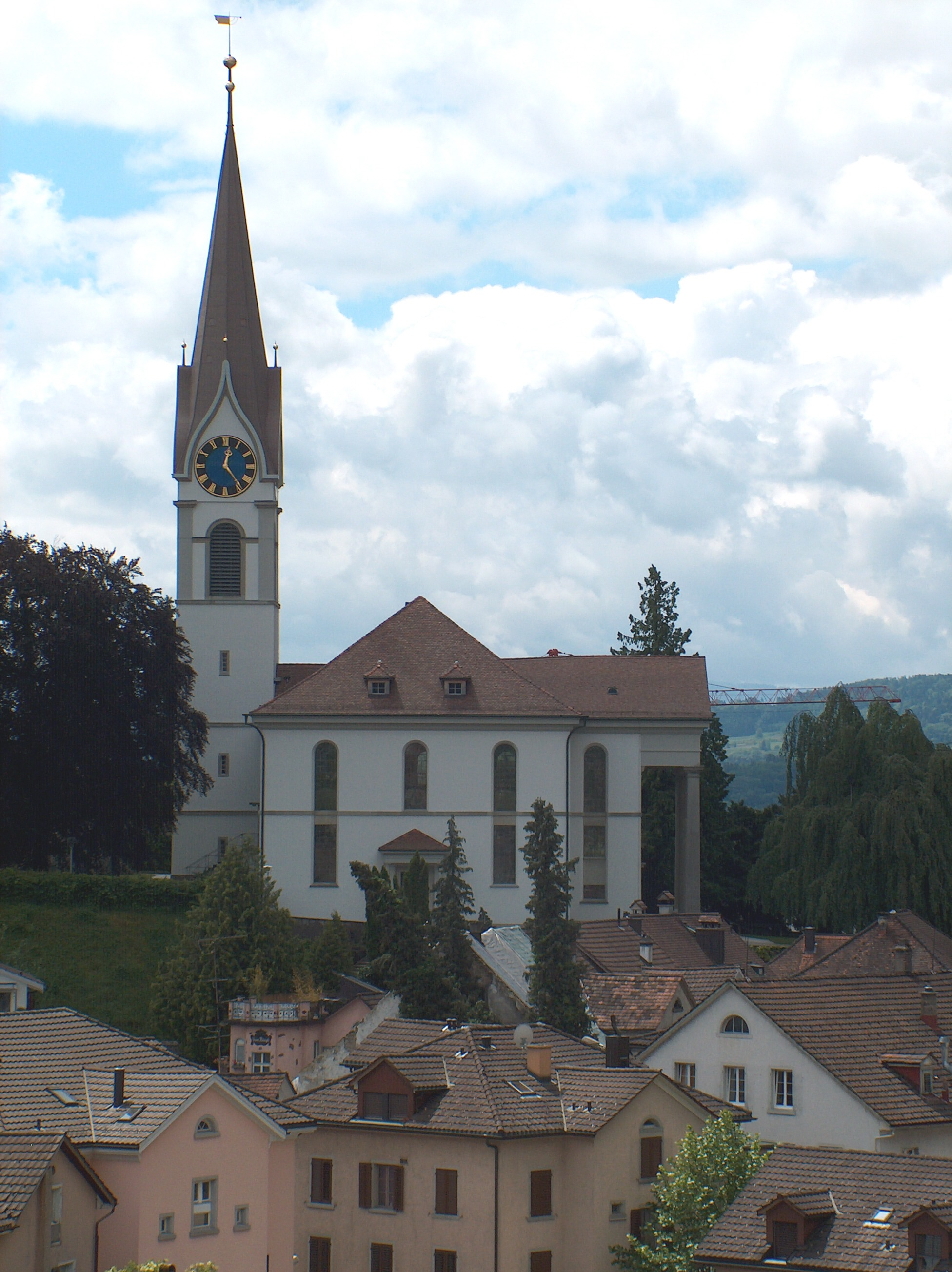
Reformierte Kirche Uster

Die reformierte Kirche Uster zählt zu den wichtigsten Querkirchen des Schweizer Klassizismus und steht unter Denkmalschutz.

## Geschichte

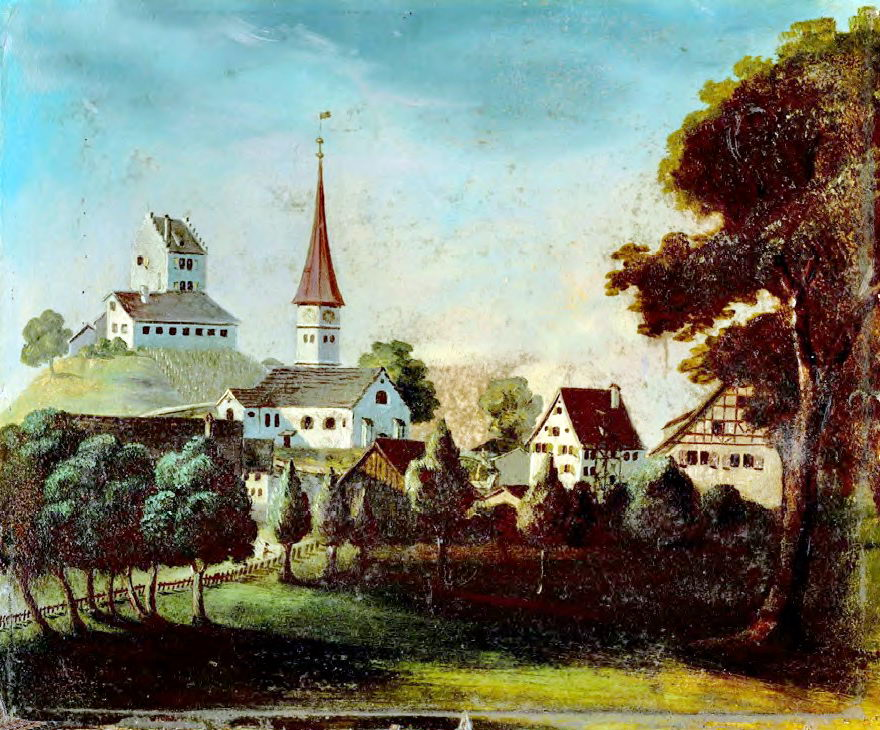
Die alte Kirche vor 1823

Eine Kirche ist für Uster ab 1099 urkundlich fassbar. Im Jahrzeitbuch von ,in der Fassung von 1473, findet sich unter dem 1. Januar ein Vermerk, dass am 30. November 1099 der Bischof Gerhard von Konstanz diese Kirche geweiht habe. Die Kirche wurde dem heiligen Kreuz, der Muttergottes Maria und des heiligen Andreas und einem weiteren Heiligen geweiht. Als Stifter und Inhaber der Kirche wird der Graf Heinrich von Rapperswil erwähnt. Hierbei muss erwähnt werden, dass es unklar ist, ob es sich bei Heinrich um jemanden aus dem Adelsgeschlecht der Rapperswiler handelt.
Das Dorf Uster erfuhr im Zuge der Industrialisierung des Zürcher Oberlandes zu Beginn des 19. Jahrhunderts einen beträchtlichen Aufschwung. Der damit verbundene Anstieg der Einwohnerzahl bedingte die Erneuerung des seit dem Mittelalter bestehenden Gotteshauses. 1822 wurde der  Bau der neuen Kirche nach Plänen des Architekten Johannes Volkart begonnen und 1828 mit der Vollendung des Turms abgeschlossen.

## Äusseres
Das Gotteshaus ist als Querkirche konzipiert und der reformierten Kirche Wädenswil nachempfunden. Dies gilt für die Erscheinungsformen des äusseren Baukörpers wie auch des Innenraums. Die Formensprache ist allerdings im Unterschied zur Barockkirche von Wädenswil eindeutig dem Klassizismus zuzuordnen.
Die Kirche erhebt sich auf einem Hügel unterhalb des Schlosses Uster.  Der Zugang erfolgt über eine monumentale Freitreppe. Die quergerichtete Kirche verfügt über einen wuchtigen Portikus aus vier Säulen in toskanischer Ordnung, der einem Risalit vorgelagert ist. Neben den drei Portalen der Hauptfassade ist die Kirche auch über  Seitenportale mit kleineren Vorzeichen sowie über die Emporenzugänge an der Turmseite zu betreten. 
Der Turm mit seinem spitzen Turmhelm und geschweiftem Wimperg für die Turmuhr erinnert an die Kirche von Horgen.
Glocken
Vier Kirchenglocken hängen im Turm der Kirche. Sie wurden 1892 von der Glockengiesserei Keller, Zürich-Unterstrass gegossen.
| Glocke | Gewicht | Schlagton | Inschrift                                                                        |
| ------ | ------- | --------- | -------------------------------------------------------------------------------- |
| 1      | 4209 kg | A°        | Gnade sei mit Euch und Friede von Gott unserem Vater und dem Herrn Jesu Christo  |
| 2      | 2188 kg | cis′      | Wir wollen sein ein einig Volk von Brüdern, in keiner Not uns trennen und Gefahr |
| 3      | 1243 kg | e′        | Die Hand ans Werk, die Herzen himmelan, wo wird allein ein gutes Werk getan      |
| 4      | 511 kg  | a′        | Alles Ding währt seine Zeit, Gottes Lieb in Ewigkeit                             |

## Innenraum
Das Innere der Kirche ist ein quergerichteter Predigtsaal mit einer grossen U-Empore und einem Taufstein am Kreuzungspunkt der Mittelgänge. Hier wird die Referenz an die Kirche Wädenswil deutlich sichtbar. An der Turmwand befindet sich als optischer Bezugspunkt des Raumes eine zweistöckige Kanzel, die nach Entwürfen von Heinrich Bräm im klassizistischen Stil ausgeführt wurde.
Der gesamte Kirchenraum wird von hohen Rundbogenfenstern und korinthischen Pilastern dominiert, welche ein Ziergebälk mit Zahnschnittfries tragen. Die in drei Kartuschen gegliederten Deckenstuckaturen von Gotthard Geisenhof weisen eine schlichte klassizistische Formensprache auf.

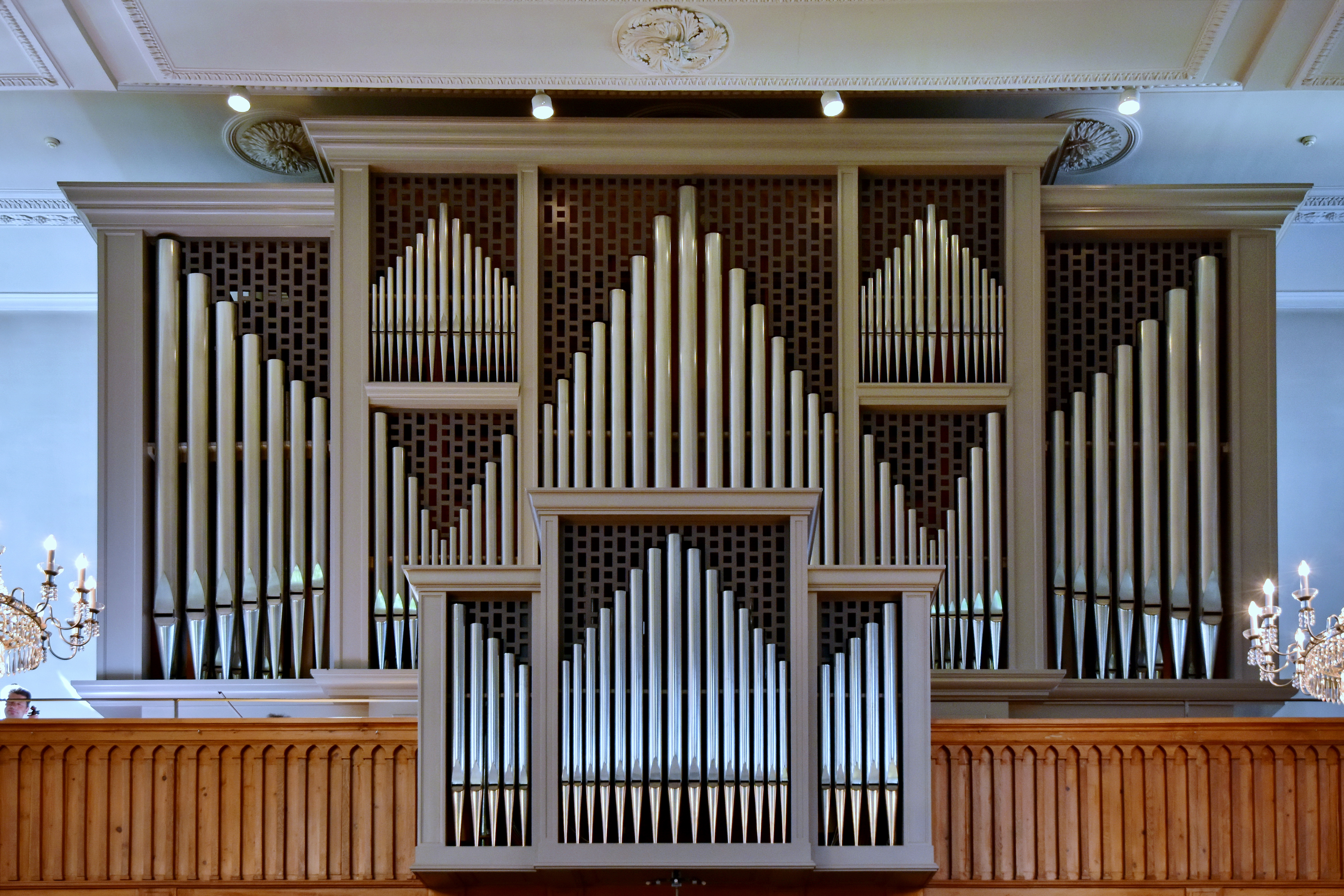
Goll-Orgel

### Orgel
Auf der Empore gegenüber der Kanzel befindet sich die Orgel, die 1963 von Orgelbau Goll (Luzern) erbaut wurde. Seit 1991 wird an der Orgel das jährliche Orgelfestival Uster durchgeführt. Das Schleifladen-Instrument verfügt über 61 Register, die auf drei Manualwerke und Pedal verteilt sind. Die Spiel- und Registertrakturen sind elektronisch (System Rieger). Revisionen wurden 1984, 1997 und 2009 durch die Erbauerfirma ausgeführt.
| I Hauptwerk C–g3 |               |       |
| 1.               | Principal     | 16′   |
| 2.               | Gedacktpommer | 16′   |
| 3.               | Principal     | 8′    |
| 4.               | Flauto major  | 8′    |
| 5.               | Gamba         | 8′    |
| 6.               | Gedackt       | 8′    |
| 7.               | Oktave        | 4′    |
| 8.               | Hohlflöte     | 4′    |
| 9.               | Spitzflöte    | 4′    |
| 10.              | Quinte        | 2 ⁄3′ |
| 11.              | Oktave        | 2′    |
| 12.              | Mixtur        | 2′    |
| 13.              | Scharf        | 1′    |
| 14.              | Trompete      | 8′    |
| 15.              | Clairon       | 4′    |

| II Rückpositiv C–g3 |              |       |
| 16.                 | Suavial      | 8′    |
| 17.                 | Quintatön    | 8′    |
| 18.                 | Discantflöte | 8′    |
| 19.                 | Gedackt      | 8′    |
| 20.                 | Principal    | 4′    |
| 21.                 | Rohrflöte    | 4′    |
| 22.                 | Sesquialtera | 2 ⁄3′ |
| 23.                 | Flageolet    | 2′    |
| 24.                 | Larigot      | 1 ⁄3′ |
| 25.                 | Mixtur       | 1 ⁄3′ |
| 26.                 | Terzzimbel   | 1⁄6′  |
| 27.                 | Krummhorn    | 8′    |
|                     | Tremulant    |       |

| III Schwellwerk C–g3 |               |        |
| 28.                  | Rohrgedackt   | 16′    |
| 29.                  | Principal     | 8′     |
| 30.                  | Hohlflöte     | 8′     |
| 31.                  | Salicional    | 8′     |
| 32.                  | Voix céleste  | 8′     |
| 33.                  | Rohrflöte     | 8′     |
| 34.                  | Oktave        | 4′     |
| 35.                  | Blockflöte    | 4′     |
| 36.                  | Viola d’amore | 4′     |
| 37.                  | Oktave        | 2′     |
| 38.                  | Nachthorn     | 2′     |
| 39.                  | Quinte        | 2 ⁄3′  |
| 40.                  | Terz          | 1 3⁄5′ |
| 41.                  | Plein jeu     | 1 ⁄3′  |
| 42.                  | Zimbel        | 1⁄2′   |
| 43.                  | Basson        | 16′    |
| 44.                  | Trompete      | 8′     |
| 45.                  | Oboe          | 8′     |
| 46.                  | Clairon       | 4′     |

| Pedalwerk C–f3 |               |     |
| 47.            | Untersatz     | 32′ |
| 48.            | Principalbass | 16′ |
| 49.            | Subbass       | 16′ |
| 50.            | Zartbass      | 16′ |
| 51.            | Principal     | 8′  |
| 52.            | Spillflöte    | 8′  |
| 53.            | Rohrgedackt   | 8′  |
| 54.            | Oktave        | 4′  |
| 55.            | Rohrflöte     | 4′  |
| 56.            | Schwiegel     | 2′  |
| 57.            | Mixtur        | 4′  |
| 58.            | Posaune       | 16′ |
| 59.            | Dulcian       | 16′ |
| 60.            | Trompete      | 8′  |
| 61.            | Zinke         | 4′  |

- Koppeln: II/I, III/I, III/II, I/P, II/P, III/P